# Crœttwiller
Crœttwiller (prononcé [kʁœtvilɛʁ]  ; en allemand Kröttweiler) est une commune française située dans la circonscription administrative du Bas-Rhin et, depuis le 1er janvier 2021, dans le territoire de la Collectivité européenne d'Alsace, en région Grand Est.
Cette commune se trouve dans la région historique et culturelle d'Alsace.

## Géographie
|          | Siegen      | Oberlauterbach |
| Trimbach | Crœttwiller | Eberbach-Seltz |
| Buhl     |             | Niederrœdern   |

### Hydrographie
La commune est dans le bassin versant du Rhin au sein du bassin Rhin-Meuse. Elle est drainée par le ruisseau le Warsbach et le ruisseau l'Eldersbach,.

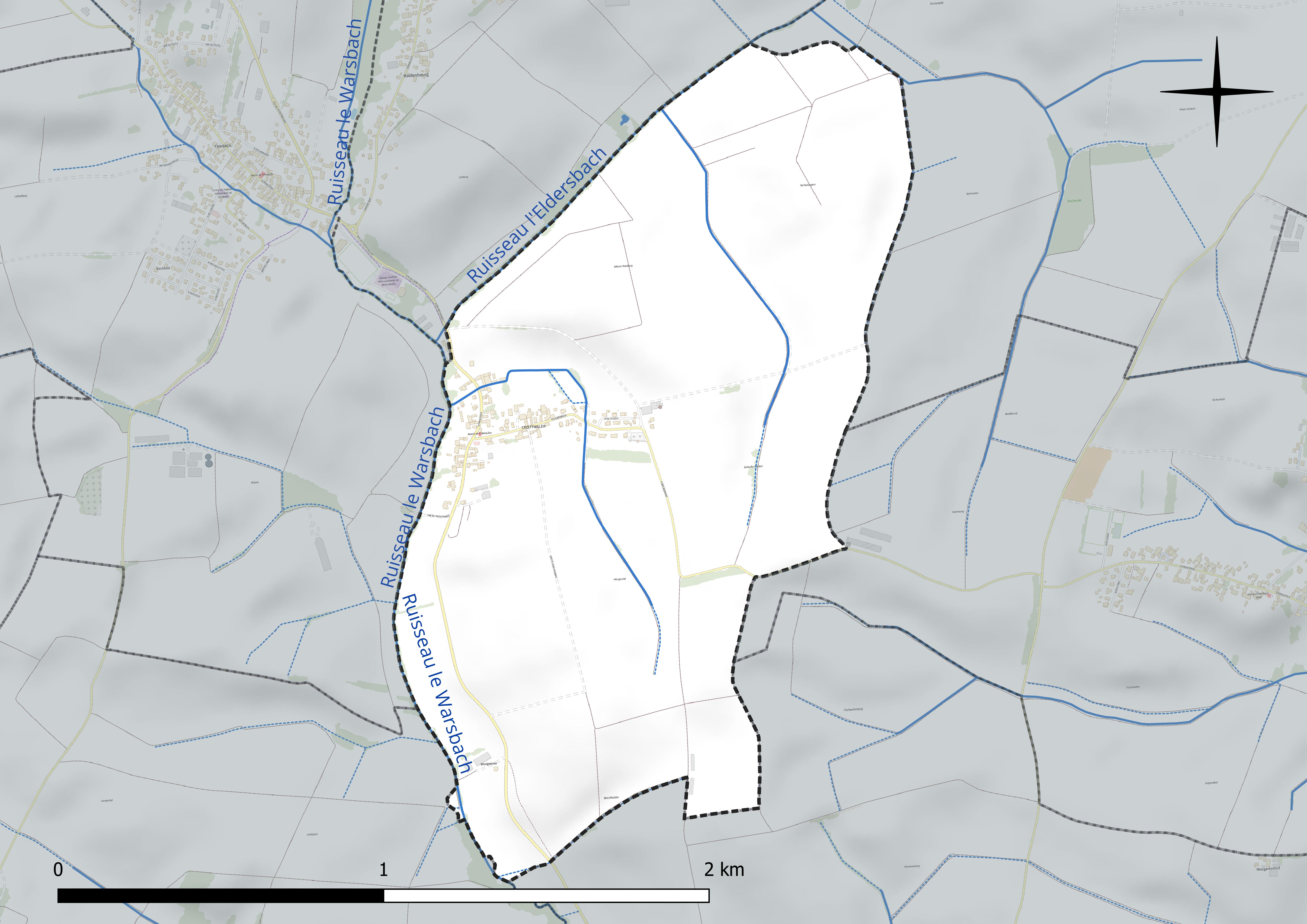
Réseau hydrographique de Croettwiller.

### Climat
Pour des articles plus généraux, voir Climat du Grand Est et Climat du Bas-Rhin.
En 2010, le climat de la commune est de type climat des marges montargnardes, selon une étude du Centre national de la recherche scientifique s'appuyant sur une série de données couvrant la période 1971-2000. En 2020, Météo-France publie une typologie des climats de la France métropolitaine dans laquelle la commune est exposée à un climat semi-continental et est dans la région climatique  Alsace, caractérisée par une pluviométrie faible, particulièrement en automne et en hiver, un été chaud et bien ensoleillé, une humidité de l’air basse au printemps et en été, des vents faibles et des brouillards fréquents en automne (25 à 30 jours). 
Pour la période 1971-2000, la température annuelle moyenne est de 10,7 °C, avec une amplitude thermique annuelle de 17,9 °C. Le cumul annuel moyen de précipitations est de 798 mm, avec 9,9 jours de précipitations en janvier et 10,5 jours en juillet. Pour la période 1991-2020, la température moyenne annuelle observée sur la station météorologique de Météo-France la plus proche, « Scheibenhard », sur la commune de Scheibenhard à 9 km à vol d'oiseau, est de 11,8 °C et le cumul annuel moyen de précipitations est de 739,0 mm. 
La température maximale relevée sur cette station est de 38,8 °C, atteinte le 7 août 2015 ; la température minimale est de −15,2 °C, atteinte le 11 janvier 2009,,. 
Les paramètres climatiques de la commune ont été estimés pour le milieu du siècle (2041-2070) selon différents scénarios d'émission de gaz à effet de serre à partir des nouvelles projections climatiques de référence DRIAS-2020. Ils sont consultables sur un site dédié publié par Météo-France en novembre 2022.

## Urbanisme

### Typologie
Au 1er janvier 2024, Crœttwiller est catégorisée commune rurale à habitat dispersé, selon la nouvelle grille communale de densité à sept niveaux définie par l'Insee en 2022.
Elle est située hors unité urbaine et hors attraction des villes,.

### Occupation des sols

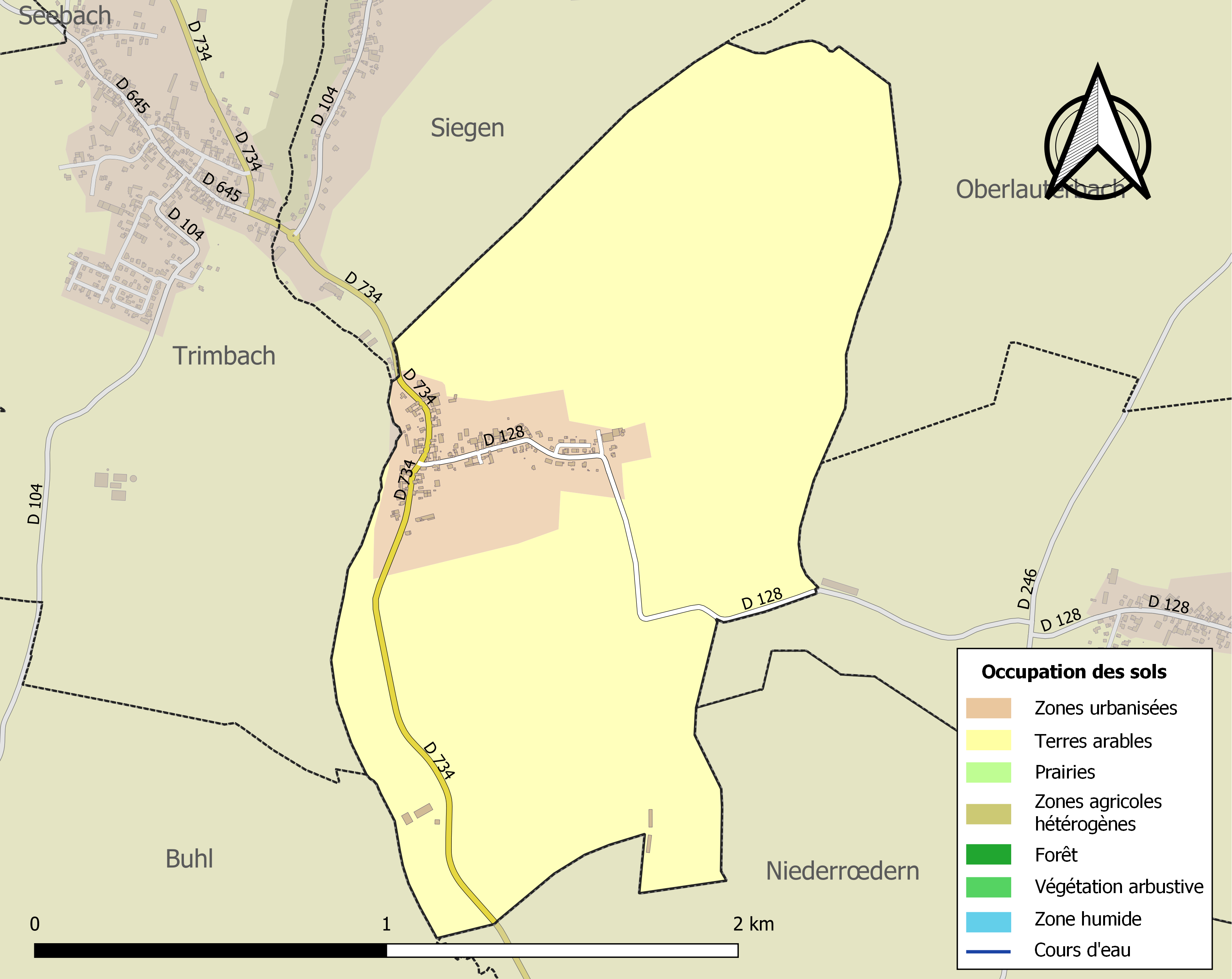
Carte des infrastructures et de l'occupation des sols de la commune en 2018 (CLC).

L'occupation des sols de la commune, telle qu'elle ressort de la base de données européenne d’occupation biophysique des sols Corine Land Cover (CLC), est marquée par l'importance des territoires agricoles (89,3 % en 2018), une proportion sensiblement équivalente à celle de 1990 (89,6 %). La répartition détaillée en 2018 est la suivante : 
terres arables (89,3 %), zones urbanisées (10,7 %).
L'IGN met par ailleurs à disposition un outil en ligne permettant de comparer l’évolution dans le temps de l’occupation des sols de la commune (ou de territoires à des échelles différentes). Plusieurs époques sont accessibles sous forme de cartes ou photos aériennes : la carte de Cassini (XVIIIe siècle), la carte d'état-major (1820-1866) et la période actuelle (1950 à aujourd'hui).

## Histoire
Crœttwiller se trouvait autrefois sur les terres de l’impératrice Adélaïde.
Aux XIIIe et XIVe siècles, le village appartenait aux Fleckenstein.
En 1347, Crœttwiller est cité pour la première fois comme village sous le nom de Kretenwilre. L’orthographe du nom a d’ailleurs changé plusieurs fois au cours des siècles : Greitweiler, Krötwiller, Groettweiler, Kreperer. Petite particularité à noter : Crœttwiller commence par la lettre C, chose étonnante pour un nom à consonance germanique.
C’est à Crœttwiller que le 24 juillet 1870 a eu lieu la première escarmouche de la guerre franco-allemande entre le Graf Zeppelin accompagné d'un dragon avec le lancier Toussaint et le gendarme Koehler. Une plaque commémorative fixée au-dessus de l’entrée de la mairie a été inaugurée le 30 mai 1985.
Crœttwiller a la particularité avec Trimbach de disposer depuis plus de 10 ans du seul corps de sapeurs pompiers intercommunal de la région.
Elle était autrefois  une commune à dominante agricole, contrairement à aujourd’hui où 95 % de la population est devenue ouvrière et compte un fort pourcentage de travailleurs frontaliers.

## Toponymie
- Kretenwilre en 1347.
- Krappere ou Krettwiller en francique méridional.

## Politique et administration

### Liste des maires
| Période                                  | Période                   | Identité                                          | Étiquette | Qualité |
| ---------------------------------------- | ------------------------- | ------------------------------------------------- | --------- | ------- |
| Les données manquantes sont à compléter. |                           |                                                   |           |         |
| 2001                                     | En cours (au 31 mai 2020) | Jean-Louis Sitter, Réélu pour le mandat 2020-2026 |           |         |

## Population et société

### Démographie
L'évolution du nombre d'habitants est connue à travers les recensements de la population effectués dans la commune depuis 1793. Pour les communes de moins de 10 000 habitants, une enquête de recensement portant sur toute la population est réalisée tous les cinq ans, les populations de référence des années intermédiaires étant quant à elles estimées par interpolation ou extrapolation. Pour la commune, le premier recensement exhaustif entrant dans le cadre du nouveau dispositif a été réalisé en 2004.

En 2022, la commune comptait 181 habitants, en évolution de +4,62 % par rapport à 2016 (Bas-Rhin : +3,17 %, France hors Mayotte : +2,11 %).
| 1793 | 1800 | 1806 | 1821 | 1831 | 1836 | 1841 | 1846 | 1851 |
| ---- | ---- | ---- | ---- | ---- | ---- | ---- | ---- | ---- |
| 120  | 117  | 157  | 208  | 237  | 242  | 216  | 204  | 199  |

| 1856 | 1861 | 1866 | 1871 | 1875 | 1880 | 1885 | 1890 | 1895 |
| ---- | ---- | ---- | ---- | ---- | ---- | ---- | ---- | ---- |
| 132  | 163  | 150  | 159  | 171  | 169  | 145  | 149  | 151  |

| 1900 | 1905 | 1910 | 1921 | 1926 | 1931 | 1936 | 1946 | 1954 |
| ---- | ---- | ---- | ---- | ---- | ---- | ---- | ---- | ---- |
| 137  | 136  | 136  | 120  | 114  | 121  | 112  | 118  | 109  |

| 1962 | 1968 | 1975 | 1982 | 1990 | 1999 | 2004 | 2006 | 2009 |
| ---- | ---- | ---- | ---- | ---- | ---- | ---- | ---- | ---- |
| 109  | 106  | 117  | 103  | 111  | 173  | 166  | 162  | 170  |

| 2014 | 2019 | 2022 | - | - | - | - | - | - |
| ---- | ---- | ---- | - | - | - | - | - | - |
| 173  | 181  | 181  | - | - | - | - | - | - |

## Culture locale et patrimoine

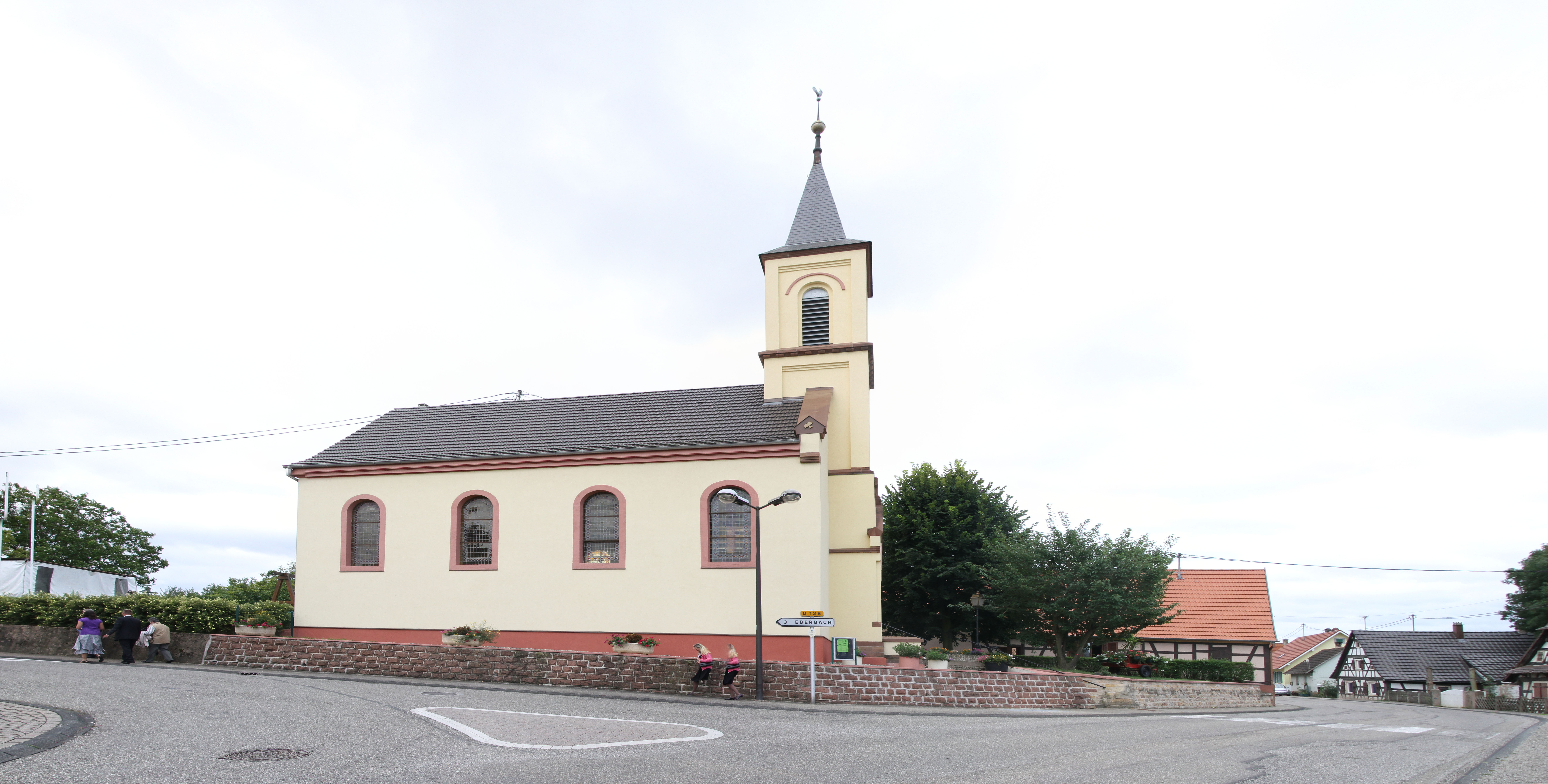
L'église.

### Héraldique
| Blason de Crœttwiller | Blason  | D'azur à la couronne d'or dans laquelle est passée une crosse du même. |
| Blason de Crœttwiller | Détails |                                                                        |